# Новый коронавирус
Новый коронавирус (nCoV) — временное название для недавно обнаруженных коронавирусов медицинской значимости, которые ещё не получили окончательного названия. Хотя коронавирусы является эндемичными в организме человека и инфекции, как правило, легкие (такие как простуды, которые вызывают коронавирусы человека в 15 % случаев), межвидовые передачи вызвали несколько необычных вирулентных штаммов, которые могут вызывать вирусные пневмонии, а в тяжелых случаях — даже острый респираторный дистресс-синдром.

## Виды
Такие вирусы сначала называют «новым коронавирусом», часто с добавлением года открытия, прежде чем они получат постоянные обозначения:
| Первоначальное название | Официальное название | Неофициальные названия                                                                                    | Первоисточник          | Место обнаружения         | Вызывает болезнь                                                         |
| ----------------------- | -------------------- | --- | ---------------------- | ------------------------- | ------------------------------------------------------------------------ |
| 2019-nCoV               | SARS-CoV-2.          | Вирус SARS 2, коронавирус Уханя                                                                           | ящеры, летучие мыши    | Ухань, Китай              | COVID-19.                                                                |
| 2012-nCoV               | MERS-CoV             | Вирус Ближнего Востока, вирус MERS, коронавирус ближневосточного респираторного синдрома, верблюжий грипп | верблюды, летучие мыши | Джидда, Саудовская Аравия | Ближневосточный респираторный синдром (MERS)                             |
| 2005 nCoV               | HCoV-HKU1            | New Haven virus (вирус Нью-Хейвен)                                                                        | мыши                   | Гонконг, Китай            | не названо, крайне редкая, обычно мягкий вариант Коронавирусная синдрома |
| 2002 nCoV               | SARS-CoV             | Вирус SARS, коронавирус SARS                                                                              | куницы, летучие мыши   | Фошань, Китай             | Тяжелый острый респираторный синдром (ТОРС, SARS)                        |
| 1. 2. 3.                |                      | |                        |                           |                                                                          |

Все четыре вируса являются представителями рода Betacoronavirus из семейства коронавирусов.
Постоянное официальное название для вирусов и болезней определяет Международный комитет по таксономии вирусов и Международный классификатор болезней соответственно.